# 莫罗日
莫罗日（法語：Moroges，法語發音：[mɔʁɔʒ]）是法国索恩-卢瓦尔省的一个市镇，属于索恩河畔沙隆区。

## 地理
莫罗日（46°44'48"N, 4°40'16"E）面积8.72 平方千米，位于法国勃艮第-弗朗什-孔泰大區索恩-卢瓦尔省，该省份为法国中部省份，北起顺时针与科多尔省、汝拉省、安省、罗讷省、卢瓦尔省、阿列省和涅夫勒省接壤。
与莫罗日接壤的市镇（或旧市镇、城区）包括：让布勒、比塞苏克吕绍、罗塞、圣埃莱娜。

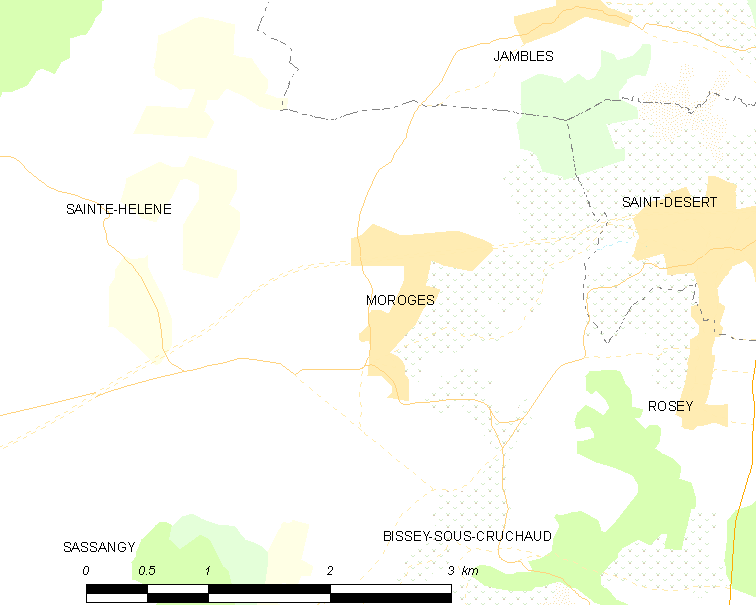
莫罗日的OSM定位图

莫罗日的时区为UTC+01:00、UTC+02:00（夏令时）。

## 行政
莫罗日的邮政编码为71390，INSEE市镇编码为71324。

## 政治
莫罗日所属的省级选区为日夫里县。

## 人口

1962-2008年间莫罗日人口变化图示

莫罗日于2022年1月1日时的人口数量为595人。